# Jin Yan (Fußballspielerin)
Jin Yan (chinesisch 金嫣; * 27. Juli 1972 in Shanghai) ist eine ehemalige chinesische Fußballspielerin.

## Karriere

### Klub
Zumindest zu der Zeit der Olympischen Spiele 2000 gehörte sie einem Team aus Peking an.

### Nationalmannschaft
Mit der chinesischen A-Nationalmannschaft nahm sie im Vorfeld der Weltmeisterschaft 1999 im März 1999 an zwei Freundschaftsspielen gegen Deutschland teil und spielte in beiden hier auch komplett durch. Zudem wurde sie auch beim Algarve-Cup 1999 eingesetzt und teilte hier mit vier Toren sich den Titel der Torschützenkönigin mit Tiffeny Milbrett. Danach gehörte sie auch mit zum Kader der Mannschaft bei diesem Turnier und war auch in jeder Partie in der Startelf. Am Ende schied sie mit ihrem Team im Finale gegen die USA aus. Insgesamt erzielte sie bei diesem Tor weitere drei Tore. Anschließend gehörte sie auch zur Olympiamannschaft bei dem Turnier der Spiele im Jahr 2000. Hier stand sie wieder stets in der Startelf, jedoch schaffte es ihre Mannschaft nicht über die Gruppenphase hinaus.